# Aurillacois (dialecte)
L'aurillacois (en occitan : orlhagués) est un dialecte de la langue occitane. Il est classé comme étant une variante septentrionale du languedocien, lui-même dialecte. 
Il est parlé dans la région d'Aurillac et dans l'ancien Carladez, c'est-à-dire le sud-ouest du Cantal (Châtaigneraie, Carladès et ancien canton de Pierrefort) et le nord du département de l'Aveyron (vers Mur-de-Barrez).

## Origine

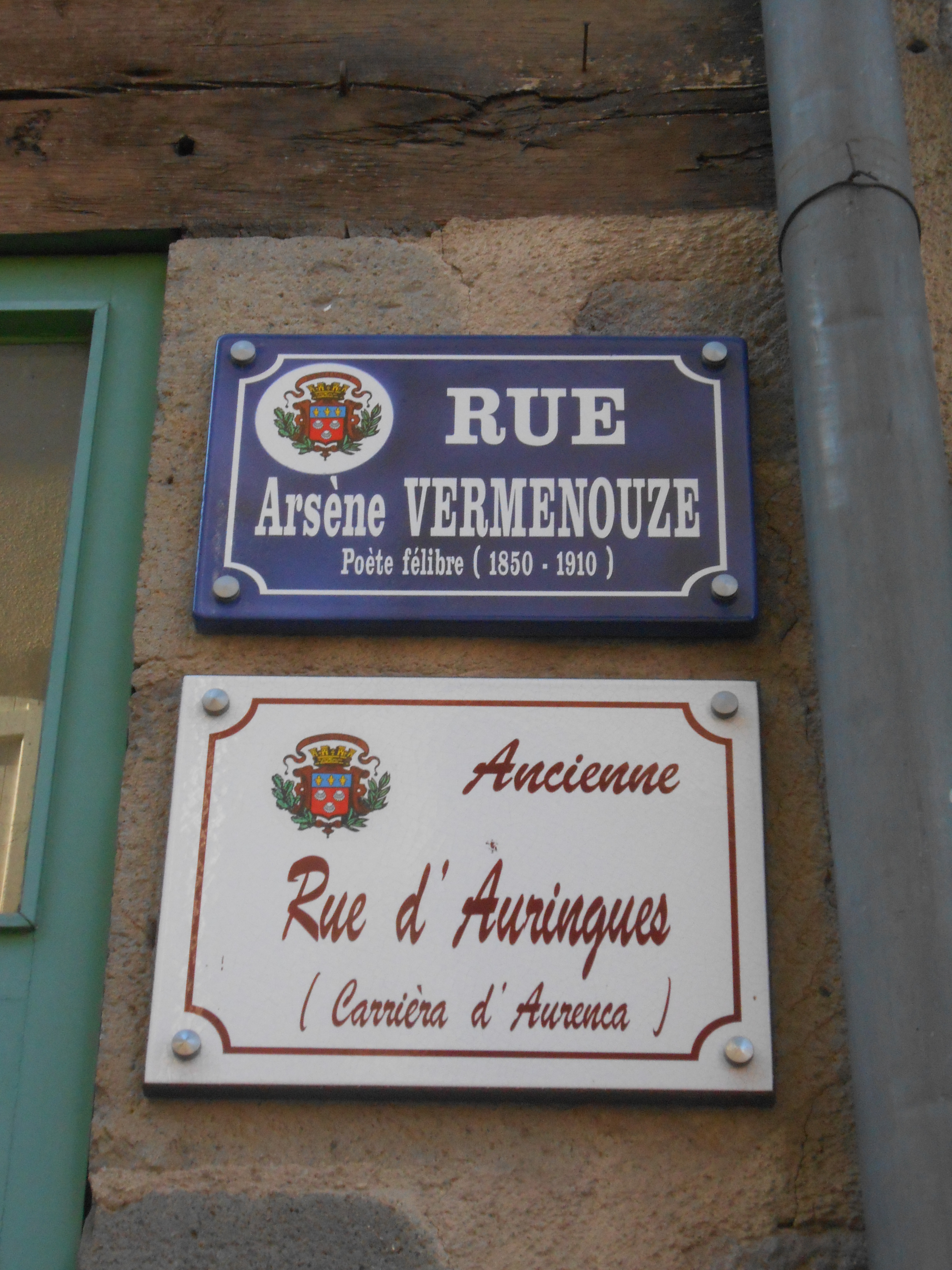
Plaque de la rue Vermenouze à Aurillac, porte le nom de l'auteur aurillacois. Le nom en aurillacois, ici Carrièra d'Aurenca, est présent.

L'ancien nom « carladézien », utilisé pour désigner la variante du languedocien parlée en Haute-Auvergne, est un terme qui date de la période du revivalisme linguistique du mouvement du félibrige à la fin du XIXe siècle. C'est néanmoins un terme daté et erroné ; le milieu scientifique lui préfère maintenant le nom aurillacois (« Orlhagués » en occitan).
Le Carladez et le territoire de l'abbaye d'Aurillac sont des régions de l'Auvergne restées indépendantes du Comté d'Auvergne de l'époque carolingienne à leur rattachement à la Couronne de France au début du XVIe siècle. 
Ce fait peut en partie expliquer que les natifs de cette contrée de l'Auvergne ne parlent pas l'auvergnat mais bien une variante du languedocien, et que ce parler ait pris très tôt une forme écrite (dans les actes et sentences) et littéraire (chez les troubadours). 
En effet, le Carladez ou vicomté de Carlat, qui est le territoire vicarial d'un des cinq comtés secondaires primitifs de l'Auvergne, a été possédé dès le XIe siècle par les comtes de Rodez puis les comtes de Barcelone, dont le territoire recouvrait une grande partie de l'Occitanie culturelle (le Velay, le Rouergue, la Provence, la Narbonnaise, la Catalogne) et dont la cour littéraire fut, avec celle du Limousin, le principal foyer du mouvement des troubadours.
De son côté, l'abbaye d'Aurillac, dont le territoire est parfois considéré comme un démembrement du Carladez, a été dès le Xe siècle un foyer d'étude, avec un scriptorium et une école très réputés qui ont formé de nombreux clercs et savants de réputation internationale, parmi lesquels Gerbert d'Aurillac. L'abbaye avait une multitude de dépendances qui ne s'étendaient pas vers le Nord-Est (notamment le reste de l'Auvergne), mais bien vers le Sud-Ouest qui correspond sensiblement à l'aire linguistique languedocienne. Bien que son importance démographique soit restée assez limitée, le bassin d'Aurillac a de ce fait pu bénéficier très tôt d'un enseignement littéraire de très grande qualité avec l'école abbatiale, à laquelle s'ajoute au XIIIe siècle l'école des Cordeliers, puis au XVIe siècle l'un des plus anciens collèges des Jésuites. Les filles ont aussi pu bénéficier très tôt d'un enseignement scolaire avec les couvents des bénédictines d'Aurillac et des Clarisses de Boisset.

## Particularités
L'aurillacois, ou anciennement « carladézien », désigne traditionnellement le dialecte parlé dans l'ancienne vicomté de Carlat ou Carladès. Cette dénomination tend à être remplacée par celle d'aurillacois qui est définie par les universitaires comme le parler dont l'aire correspond à l'arrondissement d'Aurillac et fait partie du languedocien, comme le rouergat et quercynois voisins.
Différent de l'auvergnat, l'aurillacois se voyant être une variété septentrionale du languedocien, il se distingue donc aussi des autres parlers cantaliens, qui eux sont des variétés nord-occitanes. C'est le cas du sanfloran (région de Saint-Flour), typiquement auvergnat, qui se rapproche du parler brivadois (région de Brioude) et du parler mauriacois (région de Mauriac) qui quant à lui possède des traits communs avec le dialecte limousin. Le parler aurillacois est par contre très proche du rouergat, parler qui tient également du domaine linguistique du languedocien.
Le linguiste Albert Dauzat attire l'attention sur l'existence des deux espaces linguistiques du Cantal, l'un septentrional qui relève de l'auvergnat et le second méridional, langue des félibres, variante du languedocien septentrional, lorsqu'il remarque: "En Auvergne, il faut voir la physionomie du paysan à qui on récite des vers de Vermenouze, et son ahurissement devant l'orchestration trop savante de son idiome, dont il ne reconnaît plus la simple et primitive mélodie" [...] "Vermenouze ne peut être goûté que dans l'arrondissement d'Aurillac et ses confins". 

## Revivalisme et mouvement du Félibrige

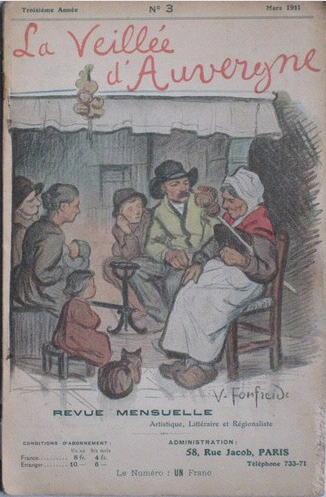
La Veillée d'Auvergne.

En 1894, Arsène Vermenouze (1850-1910) publie le manifeste félibréen qui fonde en l'École Auvergnate (Escolo oubernhato ou Escolo Auvernhato), avec Marcellin Boule (1861-1942), Eugène Lintilhac (1854-1920) et le chanoine Courchinoux, futur directeur du journal aurillacois La Croix du Cantal. Vermenouze est une des figures principales du languedocien aurillacois. L'année suivante, en 1895, les fêtes félibréennes sont organisées à Vic-en-Carladez, les seules qui aient eu lieu en Auvergne. L'École Auvergnate a posé des plaques en marbre blanc avec leur nom écrit en lettres d'or pour signaler les lieux où ont vécu le troubadour Pierre de Vic, à Vic, Auguste Bancharel (1832-1889), à Reilhac. 
Leur revue La Cabreta, donnera naissance à La Veillée d'Auvergne (1909-1914), fondée en 1908 au café l'Athénée Saint-Germain, par le Duc de La Salle de Rochemaure (1856-1915), Augustin de Riberolles (1878-1959), Maurice Prax (1880-1902), Eugène de Ribier (1867-1944), Pierre de Nolhac (1859-1936), Raymond Tarbournel (1872-1914/18), Arsène Vermenouze, Charles de Pomairols (1843-1916). 
L'orthographe adoptée par ce mouvement, qui comprenait beaucoup d'universitaires et de savants distingués, a l'avantage d'être très proche de l'orthographe des chartes et des actes notariés de la région en langue occitane.

## Écriture et graphies
Il existe deux manières d'écrire l'aurillacois : 
- L'écriture mistralienne : Proche de l'orthographe française, elle a été popularisée par les membres du Félibrige et par la revue La Cabreta (Lo Cobreto en version phonétique) mais est avant tout une graphie utilisée au XIXe siècle puis dans la première moitié du XXe siècle. Celle-ci apparaît au début du XXIe siècle totalement abandonnée.
- L'écriture occitane classique : Norme utilisée majoritairement et promue tant par les écrivains que par les universitaires. Elle est historiquement et linguistiquement la suite et l'évolution de l'ancienne scripta utilisée dès le Moyen Âge pour rédiger en ancien occitan.

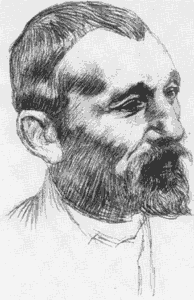
Arsène Vermenouze, écrivain en Aurillacois.

## Importance autrefois et aujourd'hui

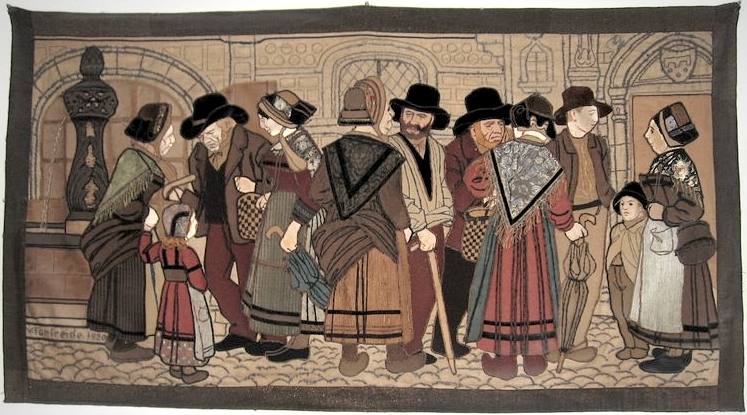
Bavardages sur la place d'un bourg d'Auvergne, tapisserie, Victor Fonfreide, 1920.

Après la Seconde Guerre mondiale, de nombreux enfants des campagnes entraient à l’école sans savoir parler couramment le français. Leur langue maternelle était le patois, si bien qu’au milieu du XIXe siècle, dans le voisinage même d’Aurillac, certains curés étaient obligés de faire leur prône en dialecte cantalien.
C’est surtout les jours de foire et de marché que, lorsque les paysans venaient vendre leurs produits de leur ferme et faire leurs achats que dans les auberges, dans les cafés, sur le foirail, on pouvait se rendre compte que l'occitan restait encore bien vivace et que la région formait une unité linguistique.
Malgré l’école, malgré la caserne, malgré le chemin de fer, c’était toujours le patois qui servait à désigner les particularités de la vie rustique et commerciale ainsi qu'à exprimer, en les maintenant vivaces, les usages, les coutumes, les croyances, les superstitions, les proverbes.
Comme les langues régionales de façon générale, le dialecte aurillacois est menacé de disparition. Avec la télévision, l'accent lui-même est en forte régression.
Il est pratiqué par les plus anciens et il est encore fréquent d’entendre, dans les rues d’Aurillac, les personnes âgées parler aurillacois. La génération du baby boom, encore issue des campagnes, le comprend et le parle. Leurs enfants le comprennent un peu sans le parler. Les cantaliens nés post années 80 qui parviennent à le traduire sont peu nombreux. La population reste cependant très attachée à sa langue, comme le montre l'enquête réalisée en région Auvergne, en 2006, par l'IFOP.
Ainsi, depuis quelques années a été créée une école Calendreta bilingue français/occitan, laïque et associative, la Calandreta del Vernhat, située boulevard de Canteloube à Aurillac. Elle compte 41 élèves en 2021. Plusieurs associations occitanes actives existent à Aurillac et dans le Carladès. Celle Carladés abans ! a été créée à la fin des années 2010.
Des maisons d'éditions en dialecte aurillacois existent également à Aurillac comme l'Ostal del libre - lié à la libraire Découvertes Occitanes d'Aurillac - ou encore Lo Convise qui publie également une revue du même nom. Des dictadas, des dictées événements ayant lieu dans tous les territoires occitanophones, en occitan aurillacois sont régulièrement tenues et des réunions sur la défense et promotion de la langue le sont aussi à Aurillac notamment grâce à l'appui de l'Institut d'Estudis Occitans - Orlhagués. Des films en occitan sont également réalisés et diffusés à Aurillac.

### Études de philologie
- Jean-Pierre Chambon, Christian Hérilier, « Alibert vu d'Auvergne : Notes de lexicographie critique en domaine occitan à propos de deux sources aurillacoises du Dictionnaire Occitan-Français », Revue des Langues Romanes., Montpellier, Presses universitaires de la Méditerranée (Université Paul-Valéry), vol. 104 « Le Roman médiéval. La fiction réaliste au XIIIe siècle »,‎ 2000, p. 169-185 (ISSN 0223-3711)
- Raymond Four, « Phonétique occitanienne (dialecte d’Aurillac) », Revue de la Haute Auvergne, 1904, rééditée par l'Institut d'études occitanes de Paris (2016), lire en ligne.
- Frances H. Titchener, L'École auvergnate - Étude sur la renaissance méridionale dans le Cantal, préface de Jean Anglade, 1928, Paris Champion, in-8°, 109 p. Thèse de linguistique, présentée à l'Université de Harvard, après un séjour en Auvergne. Traite de quelques troubadours cantaliens (Brayat, Jean-Baptiste Veyre) ; De l'orthographe des félibriges ; Arsène Vermenouze ; Du Dialecte d'Aurillac, phonologie, morphologie.
- Duc de La Salle de Rochemaure, Récits carladéziens. En français et en langue d'oc, préface d'Arsène Vermenouze, 1906. Réédition en 2020 avec une présentation de Bernard Belaigues
- Jean Lhermet, Contribution à la lexicologie du Dialecte aurillacois, thèse complémentaire, Paris, Société de publications romanes et françaises, 1931, et Laffitte reprint 1978.
- Maurice Dage (1903-1994, ancien instituteur, fils d'un hôtelier de Vic-sur-Cère), Noël Lafon, Dictionnaire carladézien occitan-français, Mots et expressions en usage dans la haute vallée de la Cère cantalienne au  XXe siècle, édition par Michelle Baudry, Éditions du Convise, 2006, Aurillac.

### Textes et littérature
Corpus juridique
- Sentence de Guillaume d'Achillosas, bailli des montagnes d'Auvergne, entre Monseigneur l'Abbé et les Consuls d'Aurillac, dite deuxième paix, du 9e jour avant la fin d'août 1298 (version de la charte imprimée en dialecte par les soins du Conseil municipal), Aurillac, Imprimerie Picut, 1841. Publiée par le baron Jean-François-Amédée Delzons.
- Le moyen occitan cantalien, (recueil de 68 actes notariés dont 66 des XIVe, XVe et XVIe siècles, en langue occitane d'époque et en orthographe originale), Jean Vezole, Lo Convise, 2005, Aurillac.
- Coutumes de la Vicomté de Carlat

Littérature courtoise
- Duc de La Salle de Rochemaure, Les Troubadours cantaliens, 2 volumes, Paris, Bloud et Gau,
- Roger Teulat, Anthologie des troubadours du Cantal, Lo Convise, 2004, Aurillac.

Textes sacrés
- Abbé Jean Labouderie, de plusieurs livres de la Bible, en particulier du Livre de Ruth  et de la Parabole de l'enfant prodigue. Pour ce dernier texte, plusieurs versions dans « l'idiome de la paroisse de Chalinargues », en « patois d'Aurillac », etc[19].

Œuvres dramatiques
- Eugène Pagès, Théâtre auvergnat - Teatre oubernhat, patois carladézien, 1932

Littérature politique et satirique
- Auguste Bancharel, Poesias satiricas e politicas, 1990.

Littérature
- J S Mathieu, Causotos (petites choses), Dialecte auvergnat cantalès-carladezien, avec traduction française en regard, 1935,

Chansons
- Joan Ladoux, Canson carladeza, (chansons du Carladès), 1934, Béziers, in-8°, 203 p.

Récits, contes, fictions
- Joan de Cabanas
  - Trobas en Carlades, Fé frança familha, 1976, Aurillac.
  - Mestierals d'Auvernha [Métiers d'Auvergne], poèmes de dialecte occitan caraldézien. Avant-propos de Maurice Delort de Vic-en-Carladez, éditions Gerbert, 1974, Aurillac.
- Jules Prax (1864-1940), Récits occitans, réunis par Noël Lafon, Lo Convise, 1994, Aurillac.

- Terèsa Canet, conteuse, De Source sure et forcément secrète : Del vent sabent e perpinson, livre bilingue occitan-français avec CD, Ostal del libre, 1999, Aurillac.
- Félix Daval (né en 1948)
  - Les Fraisses èran tombats, IEO-Ostal del libre, 1981, Aurillac.
  - Les Omes de l'ecir, IEO-Ostal del libre, 1987, Aurillac.
  - Las Vaissas avián folhat, Ostal del libre, 2009, Aurillac.
- Noël Lafon, Écrits occitans cantaliens, (anthologie, guide littéraire et historique, l'écrit d'oc dans l'espace cantalien du XIe au XXIe siècle), Lo Convise, 2009, Aurillac.
- Joan Vezole
  - Contes mai qu'a meitat vertadièrs, IEO-Ostal del libre, 1985, Aurillac.
  - Contes pas tròp messorgièrs, IEO-Ostal del libre, 1996, Aurillac.
  - Racontes per gardar la santat, Ostal del libre, 2004, Aurillac.
  - Biais de dire dins lo Cantal, Lo Convise, 2007, Aurillac.

Livres et recettes de cuisine
Revues et périodiques
- La Cabreta revue du Félibrige d'Auvergne, Aurillac.
- Lo Convise, revue publiée par l'association du même nom, Aurillac.
- La Veillée d'Auvergne

## Auteurs
- Jean Ajalbert (1863 - 1947), félibre.
- Auguste Bancharel (1832-1889), félibre, de Reilhac (Cantal).
- Jean-Baptiste Brayat (Boisset (Cantal) °1779), médecin, poète et conteur en langue auvergnate. Conseils à son fils.
- Félix Daval (1948), professeur d'occitan, romancier.
- Marilou Duclos, Regrets auvernhats, Lo Convise, 1999, Aurillac.
- Raymond Four, (Glénat 1er février 1877 - Troyes 1919) Cendre et poussière, poésies de jeunesses, Éléments de grammaire languedocienne (1901). Phonétique occitanienne (RHA, 1905), Cansouns d'Auvernho (1913), 1919, avec une préface de Félix de La Salle de Rochemaure[20].
- Étienne Marcenac, (Arnac 29 août 1874 - Uzols, Saint-Santin-Cantalès 1956), À l'Ombre des bouleaux, Paris, Albert Messein, préface de  Joseph de Pesquidoux, 1932, Offrandes à l'absente, Avignon, Aubanel, 1942, Le Rouet des rèves, 1958[21].
- Fernand Prax (Paris 1890 - 1970), d'une famille de Marmanhac, Récits occitans, 1994.
- François Raynal (Paris 1902 - 1964), d'une famille originaire de Salsignac, dans le Cantal, félibre.
- Arsène Vermenouze (1850 - 1910).
- Jean-Baptiste Veyre (1798 - 1876), instituteur de Saint-Simon, félibre.